# Cantone di Saillagouse
Il Cantone di Saillagouse era una divisione amministrativa dell'arrondissement di Prades.
È stato soppresso a seguito della riforma complessiva dei cantoni del 2014, che è entrata in vigore con le elezioni dipartimentali del 2015.
Comprendeva i comuni di:
- Angoustrine-Villeneuve-des-Escaldes
- Bourg-Madame
- Dorres
- Égat
- Enveitg
- Err
- Estavar
- Eyne
- Font-Romeu-Odeillo-Via
- Latour-de-Carol
- Llo
- Nahuja
- Osséja
- Palau-de-Cerdagne
- Porta
- Porté-Puymorens
- Saillagouse
- Sainte-Léocadie
- Targassonne
- Ur
- Valcebollère